# Іванов Олександр Володимирович (арбітр)
Олександр Володимирович Іванов (нар. 21 лютого 1978, Макіївка, Донецька область) — український футбольний арбітр, представляє Макіївку. Суддя української Прем'єр-ліги з 2011 року.

## Кар'єра
Закінчив Херсонський державний університет.
Суддівство розпочав 1999 року з регіональних змагань. Арбітр ДЮФЛ та аматорської першості України (2001—2004), другої ліги (2004—2006), першої ліги (2006—2011).
У Прем'єр-лізі дебютував 11 березня 2011 року в поєдинку «Оболонь» — «Металург» (Запоріжжя).

## Статистика в елітному дивізіоні
Станом на 14 жовтня 2016:
І — ігри, Ж — жовті картки, Ч — червоні картки, П — призначені пенальті
| Сезон   | І  | Ж   | Ч | П  |
| ------- | -- | --- | - | -- |
| 2010/11 | 3  | 17  | - | -  |
| 2011/12 | 7  | 41  | 1 | 4  |
| 2012/13 | 11 | 54  | 1 | 5  |
| 2012/13 | 8  | 31  | 5 | -  |
| 2014/15 | 8  | 29  | 1 | 1  |
| 2015/16 | 9  | 39  | - | 3  |
| 2016/17 | 3  | 22  | 1 | 1  |
| Усього  | 49 | 233 | 9 | 14 |